# Зеннвальд
Зеннвальд (нем. Sennwald, алем. нем. Sennwaald) — коммуна в Швейцарии, в кантоне Санкт-Галлен.
Входит в состав округа Верденберг. Население составляет 4738 человек (на 31 декабря 2006 года). Официальный код — 3274.